# Andrzej Franciszek Dziuba

Bischofswappen von Andrzej Franciszek Dziuba

Andrzej Franciszek Dziuba (* 10. Oktober 1950 in Pleszew, Woiwodschaft Großpolen) ist ein polnischer Geistlicher und emeritierter römisch-katholischer Bischof von Łowicz.

## Leben
Der Erzbischof von Gnesen und Warschau, Stefan Kardinal Wyszynski, spendete ihm am 21. Juni 1975 die Priesterweihe. Von 1984 bis 1998 war er Leiter des Sekretariats des polnischen Primas und persönlicher Sekretär von Kardinal Józef Glemp.
Papst Johannes Paul II. ernannte ihn am 27. März 2004 zum Bischof von Łowicz. Der Erzbischof von Warschau, Józef Kardinal Glemp, spendete ihm am 22. Mai desselben Jahres die Bischofsweihe; Mitkonsekratoren waren Henryk Józef Muszyński, Erzbischof von Gnesen, und sein Amtsvorgänger als Bischof von Łowicz, Alojzy Orszulik SAC. Als Wahlspruch wählte er Soli Deo (deutsch: Gott allein).
1995 war Andrzej Dziuba bereits in die Gründung der polnischen Statthalterei des Ritterordens vom Heiligen Grab zu Jerusalem eingebunden und wurde durch Kardinal-Großmeister Carlo Furno als Offizier in den Päpstlichen Laienorden aufgenommen. Am 23. Januar 2014 erfolgte die Ernennung zum Großoffizier des Ritterordens vom Heiligen Grab zu Jerusalem durch den Kardinal-Großmeister Edwin Frederick O’Brien. Am 30. November 2014 erfolgte die feierliche Promotion in der Kathedrale Mariä Himmelfahrt und St. Nikolaus in Łowicz.
Papst Franziskus nahm am 9. März 2024 seinen vorzeitigen Rücktritt nach Vorwürfen wegen mutmaßlicher Versäumnisse in klerikalen Missbrauchsfällen an. Erstmals gab die Nuntiatur in Warschau im Fall Dziubas die Gründe für den Rücktritt eines Bischofs an. Laut dem Tygodnik Powszechny, dem Sprachrohr der Reformer in der Kirche, wurde Dziuba vom Vatikan zum Rücktritt gezwungen.